# عین بلبل
عین بلبل (به عربی: عین بلبل) یک منطقهٔ مسکونی در الجزایر است که در استان ادرار (الجزایر) واقع شده‌است. عین بلبل ۹۶۲ نفر جمعیت دارد.